# Коралвил (Ајова)
Коралвил (енгл. Coralville) град је у америчкој савезној држави Ајова. По попису становништва из 2010. у њему је живело 18.907 становника.

## Демографија
Према попису становништва из 2010. у граду је живело 18.907 становника, што је 3.784 (25,0%) становника више него 2000. године.
| Група             | 2000.          | 2010.          |
| Белци             | 12.919 (85,4%) | 14.468 (76,5%) |
| Афроамериканци    | 640 (4,2%)     | 1.492 (7,9%)   |
| Азијати           | 786 (5,2%)     | 1.467 (7,8%)   |
| Хиспаноамериканци | 459 (3,0%)     | 957 (5,1%)     |
| Укупно            | 15.123         | 18.907         |